# Phos cyanostoma
Phos cyanostoma là một loài ốc biển, là động vật thân mềm chân bụng sống ở biển trong họ Buccinidae.

## Tham khảo

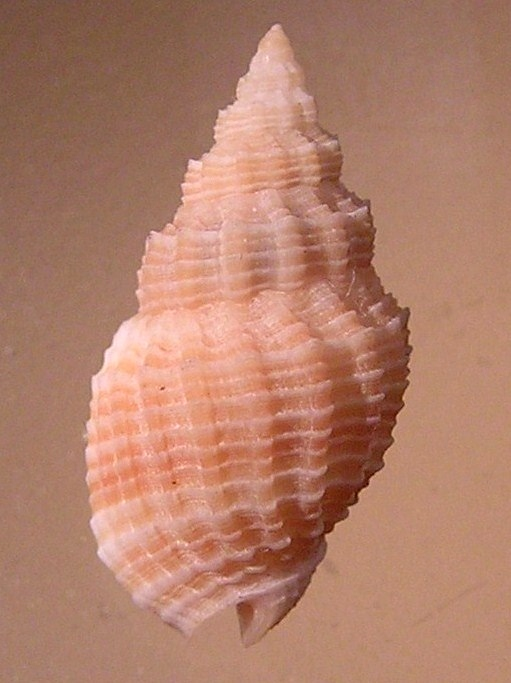
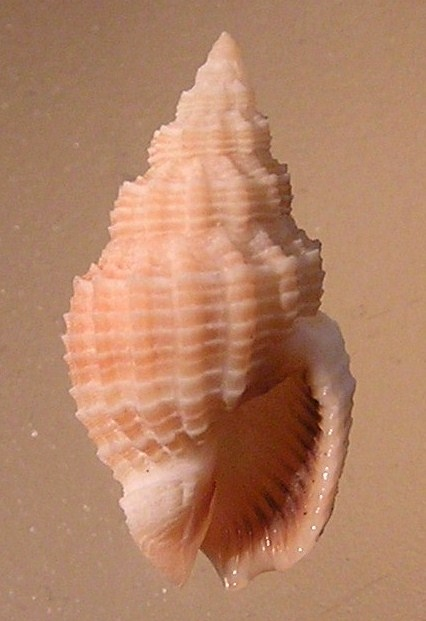